# 松本匡史
松本 匡史（まつもと ただし、1954年8月8日 - ）は、兵庫県尼崎市出身の元プロ野球選手（外野手、右投両打）・コーチ・監督・野球解説者。
現役時代は走攻守の三拍子そろった外野手として活躍し、青い手袋と銀縁の眼鏡がトレードマークで、年間盗塁数のセ・リーグ記録保持者でもある。

## 経歴

### プロ入りまで
小学6年生の時に野球を始める、宝塚市の少年野球では元阪急の人見武雄が監督であった。中学から報徳学園中学校に進んで野球部に入り、主に捕手として三番・四番打者を務め、中学時代に阪神・兵庫・近畿各大会いずれも制覇。神戸新聞に「第二の田淵」として掲載されたこともあった。報徳学園高校では2年生の時に、左翼手として1971年の春夏の甲子園に連続出場。春の選抜では、2回戦（初戦）で東邦高と対戦する。後に青学大のエースとなる金沢真哉が、1回裏、打者13人に対し11四死球という乱調、リリーフの金城成男投手も3四球を続け無安打で11失点。その後は立ち直るが、東邦高の水谷啓昭に抑えられ4-12で大敗した。夏の選手権は四番打者として出場。1回戦で金沢が秋田市立高を完封、2回戦に進出するが、岡義朗遊撃手のいた岡山東商に3-5で敗退。同年秋の和歌山黒潮国体にも出場。決勝まで進むがまたも岡山東商に敗れ、準優勝にとどまった。翌1972年夏は県予選準決勝で山川猛捕手のいた東洋大姫路高に敗れた。高校同期に青山忠司（南海）がいる。
卒業後は早稲田大学に進学、内野手に転向する。東京六大学野球リーグではエース矢野暢生らを擁し、1973年春季、1974年春季リーグの2回優勝。1974年の全日本大学野球選手権大会でも決勝で駒大を降し優勝している。リーグ盗塁記録を塗り替え、リードオフマンとして活躍。1975年には第11回アジア野球選手権大会日本代表に選出された。しかし1976年には肩を脱臼し、長期欠場を余儀なくされる。この負傷はプロ入り後も響いたものの、後のスイッチヒッター転向の要因の一つとなった。リーグ通算67試合出場、260打数61安打、3本塁打、35打点、57盗塁、打率.235。大学同期に八木茂、吉沢俊幸が、1学年下にエースだった難波秀哉と山倉和博のバッテリーもいた。
この大学生時代に名前を「哲」から「匡史」に改めている（#エピソードの節で詳述）。

### 現役時代
卒業後は社会人野球の日本生命に進む予定だったが、1976年のドラフト会議で読売ジャイアンツ（以下、巨人）から5位で指名され入団する。契約金2000万円、年俸360万円（推定）。
1977年4月19日、阪神との対戦で土井正三の代走として一塁につき、初盗塁を決め、山本功児の安打で初得点を記録。6月13日には大洋戦の9回表に代走で出場、適時打で本塁に還り、味方の打者一巡の猛攻の後に回ってきた打席で、高橋重行から満塁本塁打を放つ。同年は二塁手、三塁手として7試合に先発出場。しかしその後は肩の脱臼が頻繁に発生したこともあり伸び悩んでいた。
1979年に肩を手術するとともに、外野手にコンバートされる。同年秋に長嶋茂雄監督が静岡県の伊東スタジアムで行った「地獄の伊東キャンプ」で、俊足を生かすために右打ちからスイッチヒッターに転向。当初は全くボールが飛ばなかったが、練習を続けた結果、素質が開花する。
1980年は9月から中堅手、一番打者に抜擢され、柴田勲の後継と目される。
1981年にはロイ・ホワイトが中堅手に入ったため左翼手に回り、シーズン中盤からは一番打者として河埜和正と併用される。同年は規定打席未満ではあるが打率.303を記録、リーグ優勝に貢献した。8月15日に神宮球場で行なわれたヤクルト戦では、振り逃げを取り消された直後に本塁打を打っている。日本ハムファイターズとの日本シリーズでは第4戦まで一番打者として先発したが、14打数2安打2打点と不調に終わった。
1982年には開幕から中堅手、一番打者に定着。同年は初めて規定打席（14位、打率.282）に達し盗塁王も獲得。翌1983年に記録した年間76盗塁はセ・リーグ記録。走塁のために特注のワンピースユニフォーム（ヘッドスライディング時に砂が入るのを防ぐため）、また青色の手袋を着用し当時の巨人のビジターユニフォームが水色であったこととも併せて「青い稲妻」のニックネームを付けられる。これは赤い手袋を着用した「赤い手袋・柴田勲」にあやかったものである。同年の西武ライオンズとの日本シリーズでは全7試合に一番打者として先発、敗れはしたが30打数8安打1打点を記録した。脱臼が原因で弱肩ではあったが、守備範囲の広い中堅手として守備の要としても活躍。1981年から3年連続でダイヤモンドグラブ賞を受賞した。1982年9月、広島との対戦で頭部に死球を受け退場、戦線を離脱。1983年6月30日から7月16日にかけて40打席連続で無安打に陥り、これは当時、野手としては球団ワースト記録だった。
ウォーレン・クロマティ加入後の1985年から左翼手としての起用が多くなる。同年には規定打席以上で初めて3割を超える、自己最高の打率.302（リーグ13位）を記録。
1987年、開幕から打撃好調で前半戦は一時首位打者を独走したものの、6月下旬ころから突然スランプ気味になる。シーズン後半には、台頭してきた駒田徳広が右翼手で先発出場し、右翼手の吉村禎章が左翼に回り、先発出場機会が激減していった。久しぶりに先発起用された試合で凡フライを落球すると、監督の王貞治がこれに激怒。このミスが致命的となり、以後はさらにベンチを温める日が続くようになる。同年の日本シリーズでは第1戦に9番・指名打者としてスタメン出場、巨人では最初の指名打者となった。
新本拠地東京ドーム完成に伴う外野守備陣の強化と、簑田浩二（阪急）の交換要員（結果的に簑田は金銭トレードで獲得）として名前が挙がったことで、事実上の戦力外となり33歳で引退。松本の後の回想ではファン感謝デー後に「構想から外れた。任意引退だ」と球団事務所で告げられたという。引退後、地元の阪神タイガースからオファーがあったが、任意引退だったため、旧所属である巨人の同意が必要となり、確認の際に行き先を（球団名を出さずに）「セ・リーグ球団」と返答すると不可という反応だったと述べている。

### 引退後
引退後は日本テレビ解説者（1988年）を経て、巨人（1989年一軍守備・走塁コーチ, 1990年 - 1991年・2001年一軍外野守備・走塁コーチ, 1992年二軍走塁コーチ, 1993年 - 1994年二軍守備・走塁コーチ→1995年 - 1997年二軍監督, 2002年 - 2005年スカウト）・楽天（2006年ヘッドコーチ）で監督・コーチ・フロントを就任。野村克也監督は松本を採用した理由について「延々夜中まで野球の話をしても、時計も全く見ず、嫌な顔一つせずに話を聞いてくれるところが気に入った」と石橋貴明に語っている。しかし、ヘッドコーチの職は1年間務めただけで辞任したと自らの著書の中で語っている。松本自身の述懐では、楽天からの当初のオファーは二軍監督で、それなら務まると受諾したところ、一軍監督の田尾安志の解任と野村の招聘という流れの中でヘッドコーチになったとしており、当時について「失敗」と評している。
辞任後は再び解説者となり、フジテレビONE『プロ野球ニュース』、東北放送（2008年から）、スカイ・Asports+（2011年まで）、J SPORTS（2012年）、日テレプラス（2013年から）で解説を行っている。
2013年、日本女子プロ野球機構のリーグアドバイザーに就任。
2017年11月27日、ベースボール・チャレンジ・リーグの滋賀ユナイテッドベースボールクラブ監督に就任することが発表された。就任後の最初のシーズンとなる2018年前期は、5勝28敗1分の勝率.152で西地区最下位となり、勝率はリーグの半期ワースト記録を更新した。後期途中の8月24日付で体調不良による休養（復帰時期未定）が発表された。9月8日より監督に復帰したが、シーズン終了後の11月12日に2018年シーズンでの退任が発表された。
2020年4月1日より玉川大学硬式野球部の特別コーチに就任。翌2021年からは監督に就任した。

## エピソード
- 巨人から指名された当初、入団に前向きではなかった。理由としては早稲田大学時代に肩の脱臼など怪我が多かったことや社会人野球へ進むことが決まっていたことが挙げられる。しかし、時の監督長嶋茂雄の強い希望、果ては正力亨オーナーが、入社が決まっていた日本生命の野球部首脳陣にまで懇願、入団にこぎつけた。長嶋は「これからは松本のような足のある選手が必要になる」と考えていたという[19]。
- 早稲田大学時代の2年生秋、野球生命に係わるほどの左肩の故障を負い、この他にも脱臼など怪我が多かったことから、運気を変えるために両親は姓名判断の先生に見てもらった上で松本を本名の哲から匡史に改名させた。父から「匡史」という名前の提示があり、読み方は本名の「さとし」に近い感じだからということで「ただし」を選んだ。なお同時に、妹を除く一家全員（父、母、姉）も改名を行っている[1]。
- コンタクトレンズが目に合わないため、現役晩年は眼鏡をかけてプレーすることを余儀なくされた。盗塁やダイビングキャッチで破損・変形がたびたびあって、常に複数のスペアを用意していた[20]。
- カレーライスが大の苦手だが、夫人と交際中に初めて手料理としてごちそうしてくれた際は完食したという[20]。

## 詳細情報

### 年度別打撃成績
| 年 度      | 球 団      | 試 合 | 打 席 | 打 数 | 得 点 | 安 打 | 二 塁 打 | 三 塁 打 | 本 塁 打 | 塁 打 | 打 点 | 盗 塁 | 盗 塁 死 | 犠 打 | 犠 飛 | 四 球 | 敬 遠 | 死 球 | 三 振 | 併 殺 打 | 打 率 | 出 塁 率 | 長 打 率 | O P S |
| ---------- | ---------- | ----- | ----- | ----- | ----- | ----- | -------- | -------- | -------- | ----- | ----- | ----- | -------- | ----- | ----- | ----- | ----- | ----- | ----- | -------- | ----- | -------- | -------- | ----- |
| 1977       | 巨人       | 49    | 61    | 57    | 11    | 20    | 3        | 0        | 4        | 35    | 11    | 10    | 3        | 0     | 0     | 4     | 0     | 0     | 10    | 0        | .351  | .393     | .614     | 1.007 |
| 1978       | 巨人       | 67    | 70    | 66    | 13    | 14    | 1        | 0        | 0        | 15    | 5     | 12    | 1        | 1     | 2     | 1     | 0     | 0     | 18    | 1        | .212  | .224     | .227     | .451  |
| 1980       | 巨人       | 71    | 225   | 198   | 28    | 55    | 5        | 0        | 1        | 63    | 15    | 21    | 9        | 3     | 0     | 20    | 0     | 4     | 50    | 3        | .278  | .356     | .318     | .674  |
| 1981       | 巨人       | 115   | 284   | 261   | 33    | 79    | 9        | 1        | 3        | 99    | 21    | 33    | 13       | 7     | 1     | 14    | 0     | 1     | 44    | 1        | .303  | .341     | .379     | .720  |
| 1982       | 巨人       | 113   | 465   | 415   | 62    | 117   | 13       | 5        | 1        | 143   | 12    | 61    | 13       | 9     | 0     | 37    | 0     | 4     | 65    | 0        | .282  | .346     | .345     | .691  |
| 1983       | 巨人       | 125   | 568   | 510   | 75    | 150   | 15       | 4        | 6        | 191   | 24    | 76    | 16       | 4     | 1     | 49    | 1     | 4     | 80    | 1        | .294  | .361     | .375     | .735  |
| 1984       | 巨人       | 121   | 452   | 394   | 61    | 102   | 10       | 7        | 3        | 135   | 24    | 45    | 17       | 4     | 3     | 48    | 0     | 3     | 58    | 2        | .259  | .344     | .343     | .686  |
| 1985       | 巨人       | 130   | 588   | 523   | 97    | 158   | 26       | 1        | 5        | 201   | 37    | 32    | 12       | 9     | 1     | 54    | 0     | 1     | 83    | 3        | .302  | .368     | .384     | .752  |
| 1986       | 巨人       | 119   | 516   | 461   | 66    | 118   | 14       | 8        | 3        | 157   | 26    | 39    | 9        | 8     | 0     | 43    | 0     | 4     | 67    | 3        | .256  | .325     | .341     | .665  |
| 1987       | 巨人       | 106   | 392   | 365   | 50    | 89    | 14       | 1        | 3        | 114   | 20    | 13    | 10       | 1     | 2     | 24    | 0     | 0     | 74    | 2        | .244  | .289     | .312     | .601  |
| 通算：10年 | 通算：10年 | 1016  | 3621  | 3250  | 496   | 902   | 110      | 27       | 29       | 1153  | 195   | 342   | 103      | 46    | 10    | 294   | 1     | 21    | 549   | 16       | .278  | .340     | .355     | .695  |

- 各年度の太字はリーグ最高

### タイトル
- 盗塁王：2回 （1982年、1983年）

### 表彰
- ベストナイン：1回 （1983年）
- ダイヤモンドグラブ賞：3回 （1981年 - 1983年）
- 月間MVP：1回 （1982年7月）
- 後楽園MVP賞：1回 （1982年）

### 記録
初記録
- 初出場：1977年4月3日、対中日ドラゴンズ2回戦（後楽園球場）、6回表に土井正三に代わり二塁手で出場
- 初打席・初安打・初打点：同上、7回裏に堂上照から中前適時打
- 初盗塁：1977年4月19日、対阪神タイガース1回戦（阪神甲子園球場）、9回表に二盗（投手：古沢憲司、捕手：田淵幸一）
- 初先発出場：1977年5月1日、対ヤクルトスワローズ5回戦（明治神宮野球場）、7番・二塁手で先発出場
- 初本塁打：1977年5月10日、対大洋ホエールズ6回戦（川崎球場）、7回表に淡口憲治の代打で出場、間柴茂有からソロ

節目の記録
- 300盗塁：1986年6月8日、対ヤクルトスワローズ10回戦（明治神宮野球場）、3回表に二盗（投手：鈴木正幸、捕手：芦沢優）　※史上18人目
- 1000試合出場：1987年8月30日、対広島東洋カープ16回戦（広島市民球場）、8回表に槙原寛己の代打で出場　※史上273人目

その他の記録
- オールスターゲーム出場：6回 （1981年 - 1985年、1987年）

### 背番号
- 23 （1977年 - 1979年）
- 2 （1980年 - 1987年）
- 88 （1989年 - 1997年、2018年）
- 83 （2001年）
- 82 （2006年）

## 関連情報

### 著作
- 『プロが教える野球入門』（大泉書店、1998年10月発行）ISBN 4-278-04653-7